# کوین رویز
کوین رویز (انگلیسی: Kevin Ruiz؛ زادهٔ ۲۹ ژوئن ۱۹۹۱) بازیکن فوتبال اهل اسپانیا است.
از باشگاه‌هایی که در آن بازی کرده‌است می‌توان به باشگاه فوتبال وی‌اف‌آر آلن اشاره کرد.